# 宮內站 (新潟縣)
宮內站（日语：／ Miyauchi Eki */?）是東日本旅客鐵道（JR東日本）信越本線和上越線的鐵路車站，位於日本新潟縣長岡市宮內三丁目4番。

## 歷史
- 1898年（明治31年）12月27日：開業。
- 1907年（明治40年）8月1日：成為鐵道省的一個車站。
- 1947年（昭和22年）：車站改建。
- 1949年（昭和24年）6月1日：成為日本國有鐵道的一個車站。
- 1987年（昭和62年）4月1日：國鐵分割民營化，成為東日本旅客鐵道的一個車站。
- 1992年（平成4年）3月14日：車站改建。

## 車站結構
側式月台2面2線的地面車站，並設有自動售票機。

### 月台配置
| 股道  | 路線              | 方向 | 目的地             | 備註              |
| ----- | ----------------- | ---- | ------------------ | ----------------- |
| 1     | ■信越本線         | 上行 | 柏崎・直江津方面   |                   |
| 1     | ■上越線           | 上行 | 越後湯澤・水上方面 | 主要在1號股道停靠 |
| 2     | ■上越線           | 上行 | 越後湯澤・水上方面 | 直通列車          |
| 3 - 5 | ■信越本線 ■上越線 | 下行 | 長岡・新潟方面     |                   |

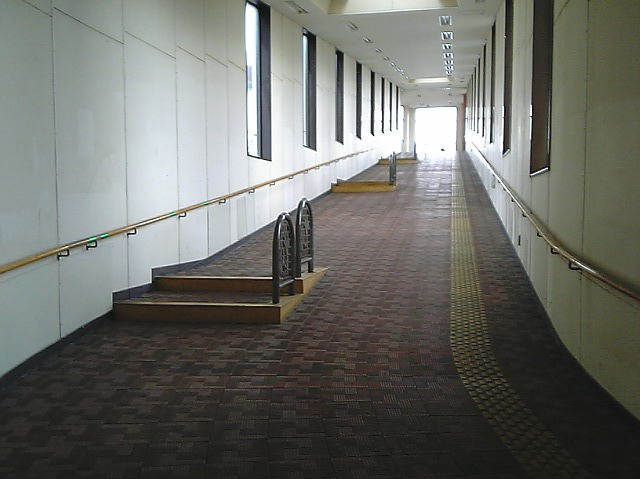
自由通路（2006年4月）
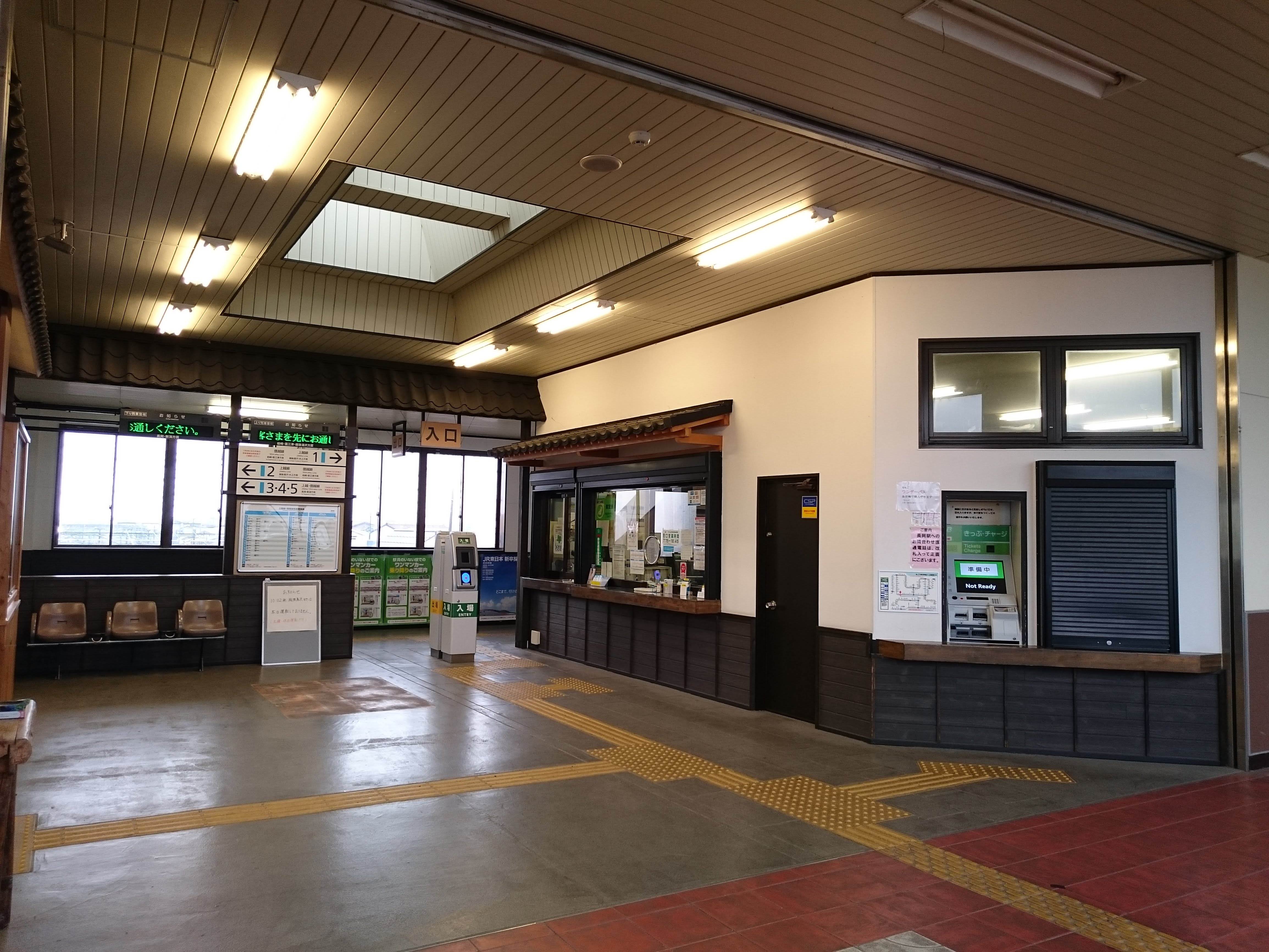
檢票口・售票處（2019年4月）
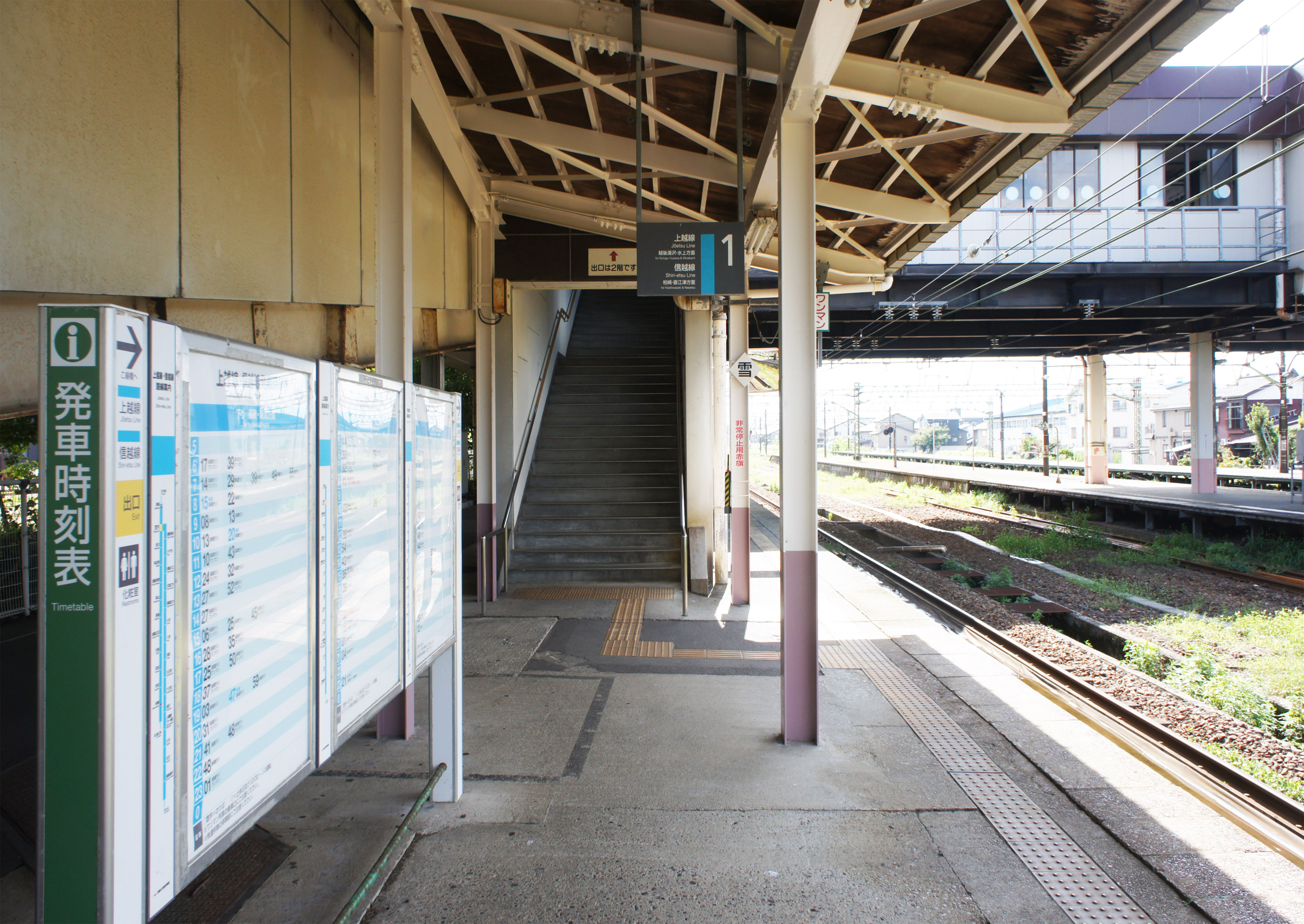
1號月台（2021年9月）
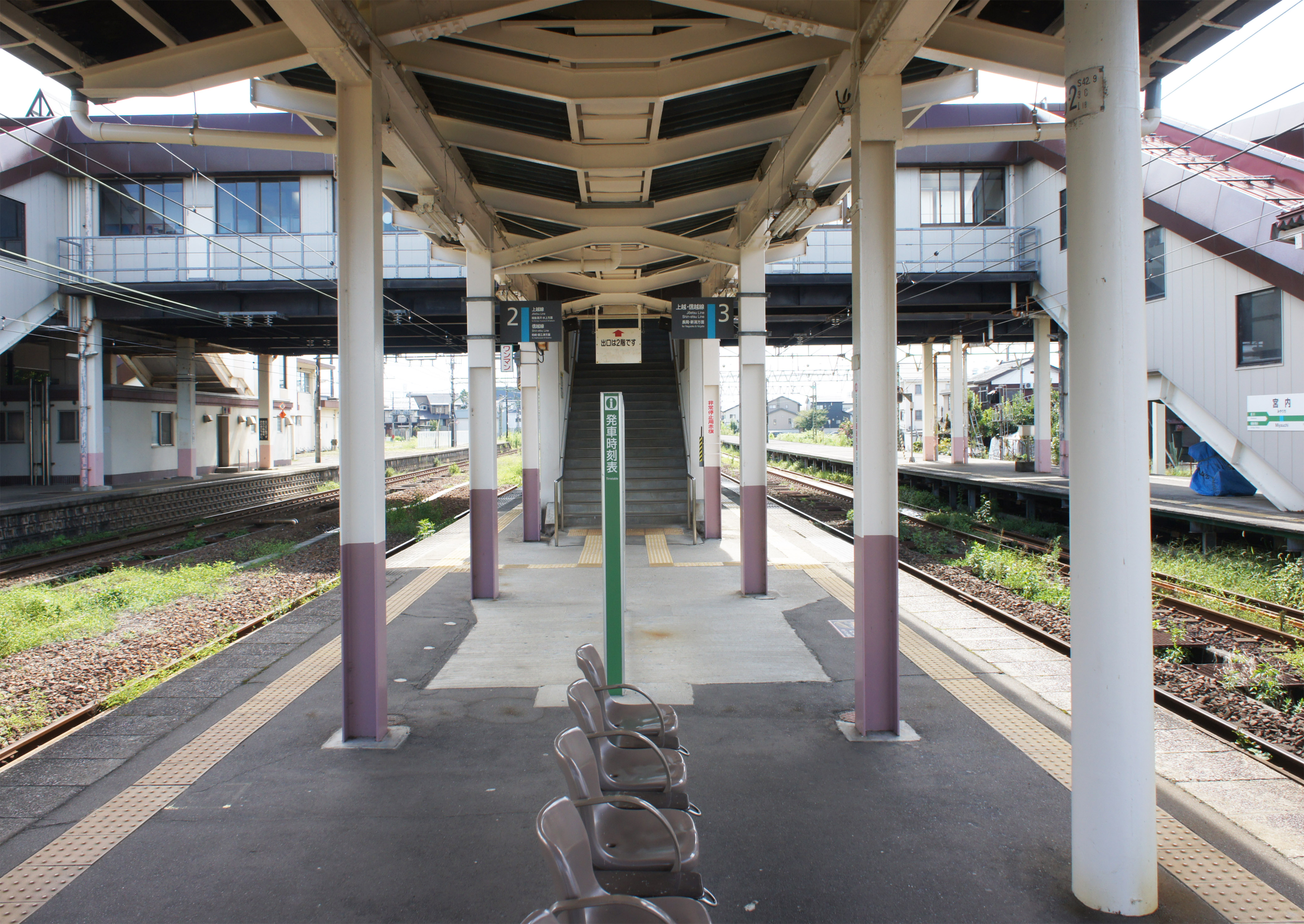
2・3號月台（2021年9月）
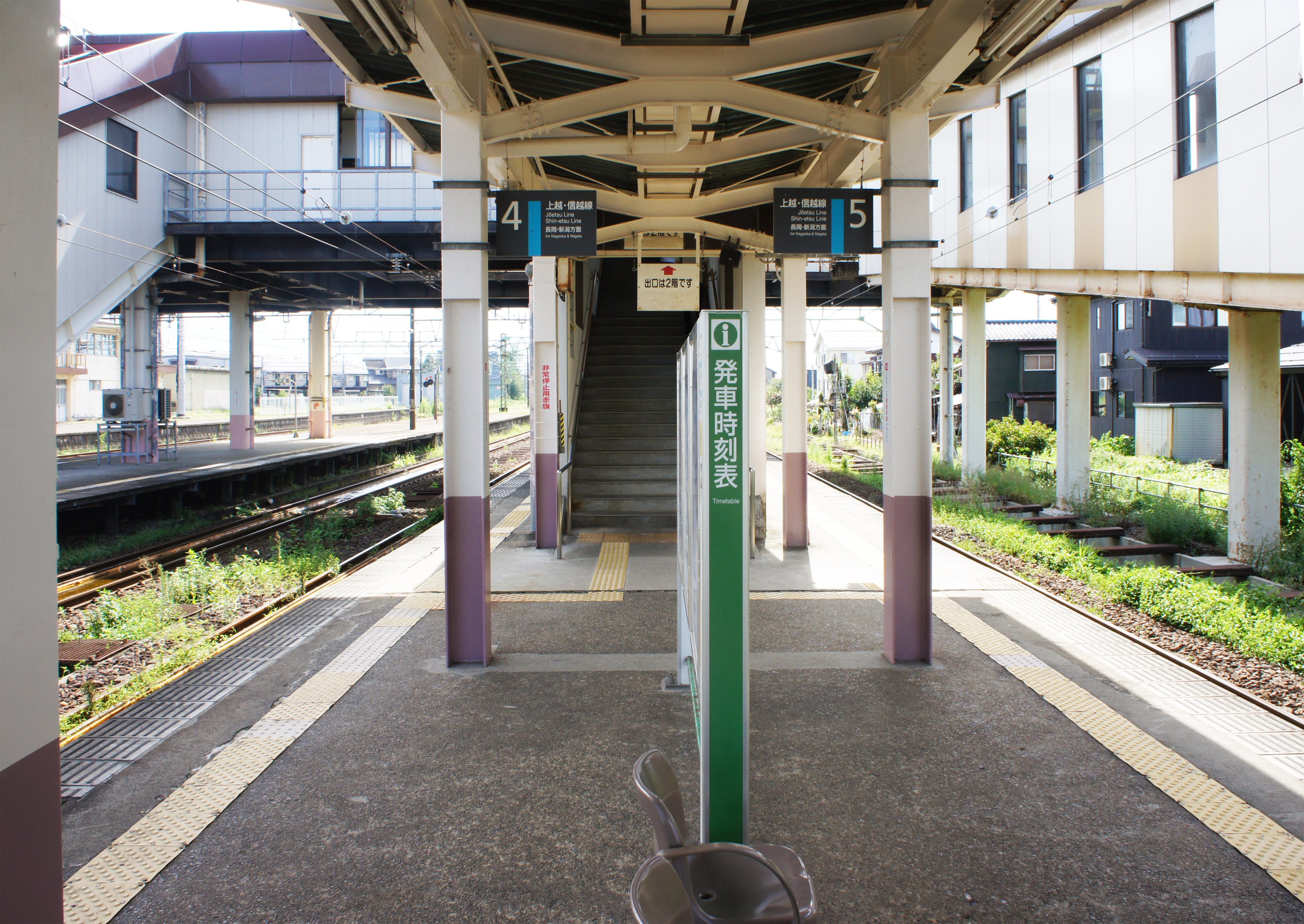
4・5號月台（2021年9月）

## 车站周边
青島食堂 宮內站前店

## 相鄰車站
東日本旅客鐵道（JR東日本）
■信越本線
■快速
来迎寺 - 宮內 - 長岡
■普通
前川 - 宮內 - 長岡
■上越線
越後瀧谷 - 宮內 - 長岡